# Virány László
Virány László (Budapest, 1905. december 29. – Budapest, 1988. február 24.) karmester, zeneszerző.

## Élete
Virány (Weisz) Gyula (1870–1964) kereskedő és Diamant Rozália (1876–1967) fia. 1933-ig a Liszt Ferenc Zeneművészeti Főiskolán zeneszerzést tanult, de közben már szalonzenekart vezetett, amellyel számos alkalommal fellépett. Az 1930-as években a Király Színházban működött az intézmény megszűnéséig. A második világháború alatt zsidó származása miatt munkaszolgálatra hívták be, majd deportálták. 1945 májusában a mauthauseni koncentrációs táborban szabadult fel. 1945 után négy évadon át a Szegedi Nemzeti Színházban vezényelt, majd 1949-től a Fővárosi Operettszínház karigazgatója és operettstúdiónak vezetője volt 1975-ös nyugalomba vonulásáig.
Házastársa Löw Zsigmond és Knöpfler Gizella lánya, Magdolna (1905–1986) volt, akit 1928. szeptember 1-jén Budapesten, a Terézvárosban vett nőül.
A Kozma utcai izraelita temetőben helyezték végső nyugalomra.

## Díjai, elismerései
- Munka Érdemrend bronz fokozata (1968)